# 第68次長期滞在
第68次長期滞在は68回目の国際宇宙ステーションへの長期滞在。この長期滞在は2022年9月29日のソユーズMS-21の出発とともに開始され、ESAのサマンサ・クリストフォレッティがISSの指揮をとり、2023年3月28日の無人のソユーズMS-22の出発で終了した。

## 予備クルーと出来事
当初、この長期滞在は第67次長期滞在から移行したクリストフォレッティとCrew-4同乗者のチェル・リンドグレン、ロバート・ハインズ、ジェシカ・ワトキンスの3人で始められ、2022年9月21日にソユーズMS-22に搭乗して打ち上げられたロスコスモスのセルゲイ・プロコピエフおよびドミトリー・ペテリン飛行士と、アメリカ人飛行士のフランシスコ・ルビオが第67次長期滞在からCrew-4の宇宙飛行士とともに移行した。
Crew-4は2022年10月13日にステーションから離脱し、NASAのニコール・マンおよびジョシュ・カサダ飛行士、JAXAの若田光一飛行士およびロスコスモスのアンナ・キキナ飛行士をステーションへと運んだスペースX Crew-5と交代した。離脱の前に、クリストフォレッティがステーションの指揮権をプロコピエフに引き継いだ。
2022年12月14日にドッキング中のソユーズMS-22宇宙船で冷却材の漏洩が発見され、アンモニアが漏出して目前に迫っていたロシアの船外活動が中止を余儀なくされた。
損傷を受けた宇宙船の調査と撮影の後で、2023年1月にロスコスモスとNASAは、この漏洩によってMS-22宇宙船が緊急事態以外では安全に有人で帰還することができないと発表した。2つの管理機関は乗員名簿の変更も発表した。ソユーズMS-22宇宙船のクルーは12か月間ステーションに留まり、ソユーズMS-22宇宙船は無人で帰還する。ソユーズMS-23宇宙船が2月に打ち上げられ、ソユーズのクルーはMS-23で2023年9月21に帰還する。その代わりに、当初のMS-23のクルーはソユーズMS-24で打ち上げられ、第68次および第69次長期滞在ではなく第69次および第70次長期滞在でステーションでの作業を行う。ルビオの座席内張はCrew-5に移され、最終的にソユーズMS-22の座席内張は、それぞれの宇宙飛行士の体形に合わせてソユーズMS-23に移された。2機のソユーズ間での座席内張の交換は新規な作業ではないが、ソユーズとクルードラゴンとの間では初めてのことだった。
2月に、プログレスMS-22/83Pのドッキング当日に、もう1機のロシアの宇宙船プログレスMS-21/82Pでも冷却材漏れが発生し、ステーション上でわずか2か月で2回目の発生となった。このため、地上のロシア当局は調査が実施されるか原因が判明するまではソユーズMS-23の無人打ち上げを延期していた。漏洩から数日後、2月24日に打ち上げられるソユーズMS-23は安全であると判断された。ロスコスモスはMS-22の熱試験を実施したが、ラジエターの損傷から外郭部の冷却材の損失につながった。
米国の乗員名簿に関連しない変更として、通常は4月と9月に打ち上げられるアメリカ側のミッションとはことなり、Crew-6ミッションは2023年3月2日に打ち上げられた。伝統的に、長期滞在はソユーズの出発で終了する。これはMS-22にクルーが搭乗していなくても第68次長期滞在でも継続された。第68次長期滞在のクルーは、3月28日のソユーズMS-22の出発を持って全員が第69次長期滞在に移行した。ch.

## 時系列
以前：第67次長期滞在
2022年9月29日 - ソユーズMS-21出発；第67次長期滞在から公式に移行
2022年10月6日 - スペースX Crew-5ドッキング
2022年10月14日 - スペースX Crew-4離脱
2022年10月23日 - プログレス MS-19/80P離脱
2022年10月27日 - プログレス MS-21/82P離脱
2022年11月9日 - CRSシグナス NG-18捕捉
2022年11月9日 - CRSシグナス NG-18係留
2022年11月15日 - EVA 1 (US-81) 7時間11分
2022年11月17日 - EVA 2 (VKD-55) 6時間25分、多目的実験モジュール ナウカに大きなペイロードを取り付けるための、多目的実験モジュール艤装作業プラットフォーム SKKO のナウカへの設置
2022年11月27日 - CRS Spx-26ドッキング
2022年12月3日 - EVA 3 (US-82) 7時間5分
2022年12月3日 - 太陽電池パドル3AへのIROSAの設置
2022年12月14日 - ソユーズMS-22の漏洩事故、ロシアの船外活動中止
2022年12月22日 - EVA 4 (US-83) 7時間8分
2022年12月22日 - 4枚目のIROSAを多用電池パドル4Aに設置
2023年1月9日 - CRS SpX-26離脱
2023年1月17日/18日 - ルビオの座席内張をソユーズMS-22からCrew-5に移設
2023年1月20日 - EVA 5 (US-84) 7時間21分
2023年2月2日 - EVA 6 (US-85) 6時間41分
2023年2月11日 - プログレスMS-22/83Pドッキング
2023年2月11日 - プログレスMS-21漏洩事故
2023年2月18日 - プログレスMS-21/82P離脱
2023年2月26日 - ソユーズMS-23無人ドッキング
2023年3月2日 - プロコピエフとペテリンの座席内張をソユーズMS-22からソユーズMS-23に移設
2023年3月3日 - スペースX Crew-6ドッキング
2023年3月6日 - ルビオの座席内張をCrew-5からソユーズMS-23に移設
2023年3月11日 - スペースX Crew-5離脱
2023年3月15日 - 搭乗宇宙飛行士によるソユーズMS-22の熱試験。どの程度加熱されるか、また、事故が発生した場合にISSからの緊急脱出に使用できるかどうかを確認。
2023年3月16日 - CRS SpX-27ドッキング
2023年3月28日 - ソユーズMS-22無人離脱；第69次長期滞在に公式に移行
以降：第69次長期滞在

## クルー
| フライト                                           | 飛行士                                         | 第1期 (2022年9月29日 - 10月6日) | 第2期 (2022年10月6日 – 10月14日) | 第3期 (2022年10月14日 - 2023年3月3日) | 第4期 (2023年3月3日 – 3月11日) | 第5期 (2023年3月11日 – 3月28日) | 第69次への移行日 (2023年3月28日) |
| -------------------------------------------------- | ---------------------------------------------- | ------------------------------- | -------------------------------- | ------------------------------------- | ------------------------------ | ------------------------------- | -------------------------------- |
| ソユーズMS-22/68S（ソユーズMS-23/69S宇宙船で帰還） | セルゲイ・プロコピエフ、ロスコスモス 2回目     | フライトエンジニア              | フライトエンジニア               | 船長                                  | 船長                           | 船長                            | 船長                             |
| ソユーズMS-22/68S（ソユーズMS-23/69S宇宙船で帰還） | ドミトリー・ペテリン、ロスコスモス 1回目       | フライトエンジニア              | フライトエンジニア               | フライトエンジニア                    | フライトエンジニア             | フライトエンジニア              | フライトエンジニア               |
| ソユーズMS-22/68S（ソユーズMS-23/69S宇宙船で帰還） | フランシスコ・ルビオ、NASA 1回目               | フライトエンジニア              | フライトエンジニア               | フライトエンジニア                    | フライトエンジニア             | フライトエンジニア              | フライトエンジニア               |
| スペースX Crew-4                                   | サマンサ・クリストフォレッティ、ESA 2回目      | 船長                            | 船長                             | 帰還後                                | 帰還後                         | 帰還後                          | 帰還後                           |
| スペースX Crew-4                                   | チェル・リンドグレン、NASA 2回目               | フライトエンジニア              | フライトエンジニア               | 帰還後                                | 帰還後                         | 帰還後                          | 帰還後                           |
| スペースX Crew-4                                   | ロバート・ハインズ、NASA 1回目                 | フライトエンジニア              | フライトエンジニア               | 帰還後                                | 帰還後                         | 帰還後                          | 帰還後                           |
| スペースX Crew-4                                   | ジェシカ・ワトキンス、NASA 1回目               | フライトエンジニア              | フライトエンジニア               | 帰還後                                | 帰還後                         | 帰還後                          | 帰還後                           |
| スペースX Crew-5                                   | ニコール・マン、NASA 1回目                     | 搭乗前                          | フライトエンジニア               | フライトエンジニア                    | フライトエンジニア             |                                 |                                  |
| スペースX Crew-5                                   | ジョシュ・カサダ、NASA 1回目                   | 搭乗前                          | フライトエンジニア               | フライトエンジニア                    | フライトエンジニア             | 帰還後                          | 帰還後                           |
| スペースX Crew-5                                   | 若田光一、JAXA 5回目                           | 搭乗前                          | フライトエンジニア               | フライトエンジニア                    | フライトエンジニア             | 帰還後                          | 帰還後                           |
| スペースX Crew-5                                   | アンナ・キキナ,ロスコスモス 1回目              | 搭乗前                          | フライトエンジニア               | フライトエンジニア                    | フライトエンジニア             | 帰還後                          | 帰還後                           |
| スペースX Crew-6                                   | スティーブ・ボーエン、NASA 5回目               | 搭乗前                          | 搭乗前                           | 搭乗前                                | フライトエンジニア             | フライトエンジニア              | フライトエンジニア               |
| スペースX Crew-6                                   | ウォーレン・ホバーグ、NASA 1回目               | 搭乗前                          | 搭乗前                           | 搭乗前                                | フライトエンジニア             | フライトエンジニア              | フライトエンジニア               |
| スペースX Crew-6                                   | スルタン・アル・ネヤディ、MBRSC 1回目          | 搭乗前                          | 搭乗前                           | 搭乗前                                | フライトエンジニア             | フライトエンジニア              | フライトエンジニア               |
| スペースX Crew-6                                   | アンドレイ・フェジャーエフ、ロスコスモス 1回目 | 搭乗前                          | 搭乗前                           | 搭乗前                                | フライトエンジニア             | フライトエンジニア              | フライトエンジニア               |

第67次および第68次長期滞在でのESAのサマンサ・クリストフォレッティのミッションはミネルヴァと名付けられた。
Crew-5でのアンナ・キキナのステーションへの飛行は、NASAの商業乗員計画では初めてクルードラゴンでのロシア人宇宙飛行士の飛行であり、20年ぶりの米国の宇宙船でのロシア人の飛行となった。
若田光一のISSへの飛行は自身にとって5回目であるとともに、ドラゴン宇宙船での初めての飛行となった。これまでのソユーズおよびスペースシャトルでの飛行と合わせて、地球から打ち上げられて3種類の異なる宇宙船で飛行した史上8人目の人物となった。

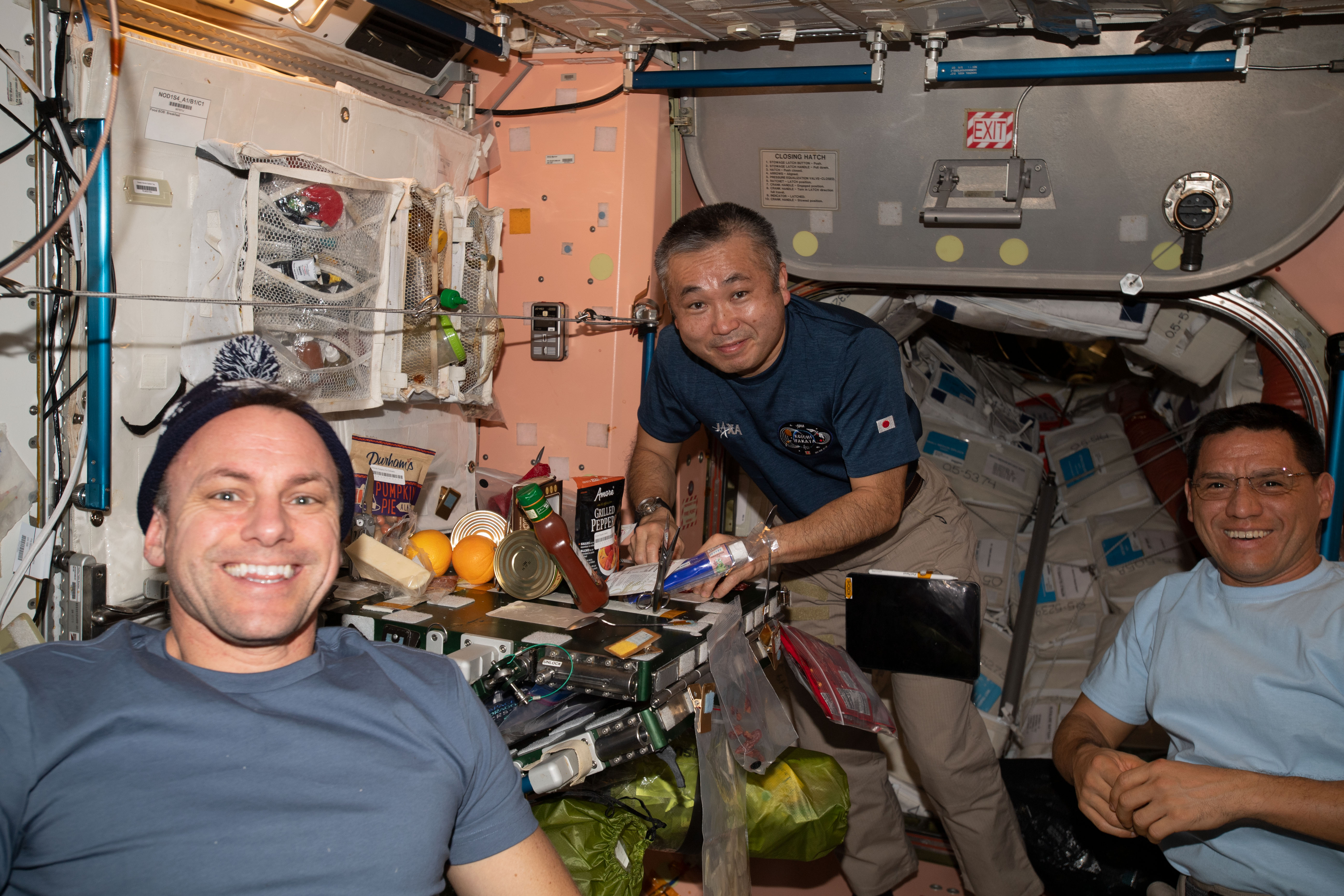
左から、軌道上での2022年のクリスマスイブのディナーをカサダ、若田そしてルビオ

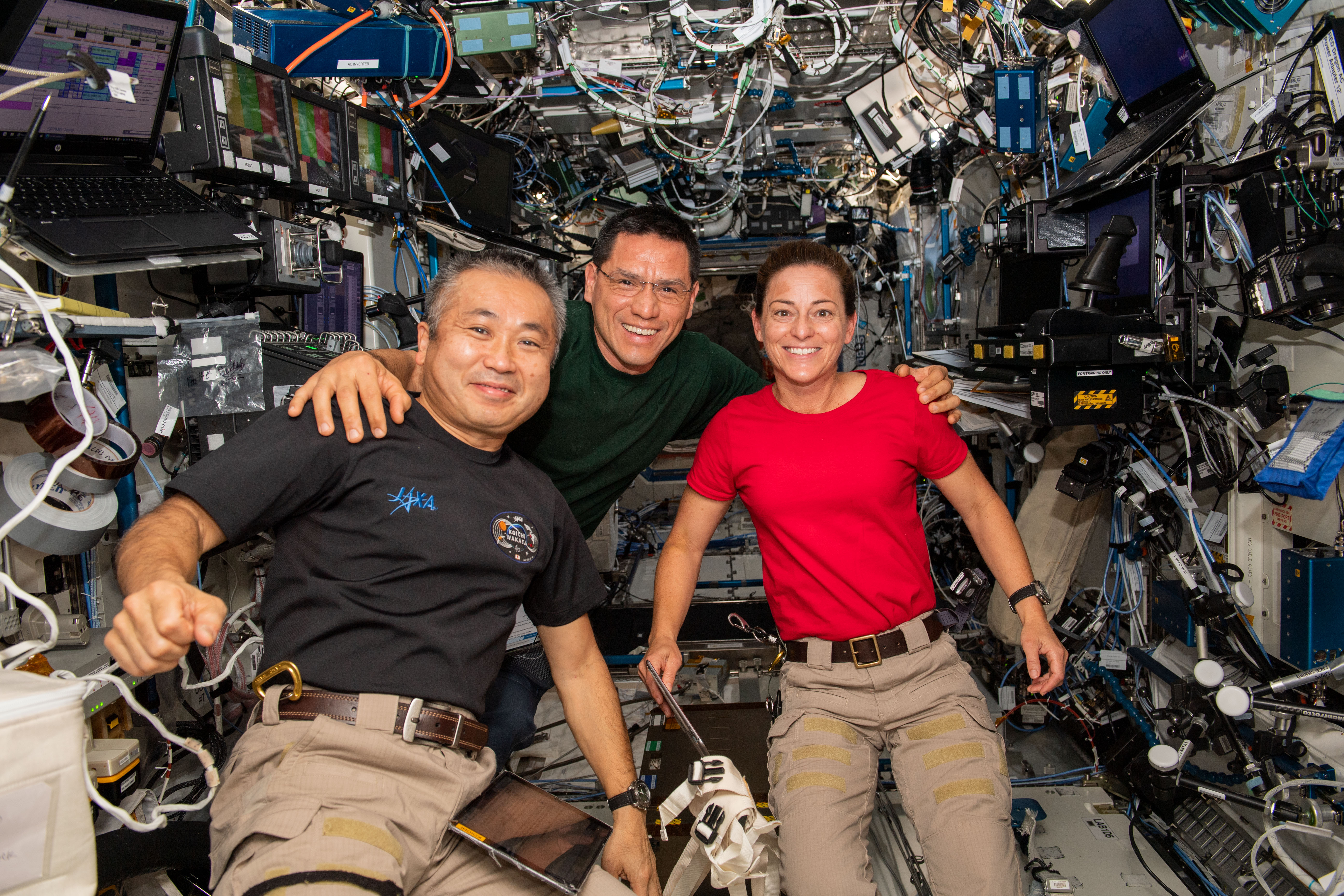
2022年11月にステーションで撮影された若田（左）、ルビオ（中央）、マン（右）

## 宇宙船目録
| 宇宙船                                         | 目的                                           | ポート                                         | ドッキング/捕捉日                              | 離脱日 (第68次長期滞在中であれば)              |
| 第66次および第67次長期滞在から引き継いだ宇宙船 | 第66次および第67次長期滞在から引き継いだ宇宙船 | 第66次および第67次長期滞在から引き継いだ宇宙船 | 第66次および第67次長期滞在から引き継いだ宇宙船 | 第66次および第67次長期滞在から引き継いだ宇宙船 |
| ---------------------------------------------- | ---------------------------------------------- | ---------------------------------------------- | ---------------------------------------------- | ---------------------------------------------- |
| プログレスMS-19/80P                            | ロシアの貨物                                   | MRM2 天頂側                                    | 2022年2月7日（第66次）                         | 2022年10月23日                                 |
| スペースX Crew-4 フリーダム                    | 第67/68次長期滞在のクルー                      | ハーモニー 天頂側                              | 2022年4月27日（第67次）                        | 2022年10月14日                                 |
| プログレスMS-20/81P                            | ロシアの貨物                                   | ズヴェズダ 後方側                              | 2022年6月3日（第67次）                         | 2023年2月7日                                   |
| ソユーズMS-22/68S アルタイ                     | 第67/68/69次長期滞在のクルー                   | MRM1 天底側                                    | 2022年9月21日（第67次）                        | 2023年3月28日                                  |
| 第68次長期滞在中にドッキングした宇宙船         |                                                |                                                |                                                |                                                |
| スペースX Crew-5 エンデュランス                | 第68次長期滞在のクルー                         | ハーモニー 前方側                              | 2022年10月6日                                  | 2023年3月11日                                  |
| プログレスMS-21/82P                            | ロシアの貨物                                   | MRM2 天頂側                                    | 2022年10月28日                                 | 2023年2月18日                                  |
| CRS シグナス NG-18 サリー・ライド              | アメリカの貨物                                 | ユニティ 天底側                                | 2022年11月9日                                  | ドッキング中                                   |
| CRS ドラゴン SpX-26                            | アメリカの貨物                                 | ハーモニー 天頂側                              | 2022年11月27日                                 | 2023年1月9日                                   |
| プログレスMS-22/83P                            | ロシアの貨物                                   | ズヴェズダ 後方側                              | 2023年2月11日                                  | ドッキング中                                   |
| ソユーズMS-23/69S                              | 第67/68/69次長期滞在のクルーの帰還             | MRM2 天頂側                                    | 2023年2月26日                                  | ドッキング中                                   |
| スペースX Crew-6                               | 第68/69次長期滞在のクルー                      | ハーモニー 天頂側                              | 2023年3月3日                                   | ドッキング中                                   |
| CRS ドラゴン SpX-27                            | アメリカの貨物                                 | ハーモニー 前方側                              | 2023年3月16日                                  | ドッキング中                                   |